# 이타카 건 컴퍼니
이타카 건 컴퍼니(Ithaca Gun Company)는 원래 1880년 뉴욕주 이타카에 설립된 산탄총과 소총 제조업체이다.

## 역사
수년 동안 이타카는 수많은 총기를 만들었는데, 그 중 가장 유명한 것은 이타카 플루서 더블(Flues double) 이중 총신 산탄총과 이타카 37 산탄총이다.

### 생산
이타카는 레밍턴 암스가 소유한 만료된 특허를 기반으로 총기를 제작하여 유명해졌다. 또한 다른 총기 설계자로부터 특허를 매입하기도 했다. 1895년 에밀 플루스(Emil Flues)는 각 총신당 세 개의 움직이는 부품만 있는 이중 총신 산탄총에 대한 특허 번호 546,516을 획득했다. 이타카는 1907년에 이 특허를 사들여 대량 생산을 가능하도록 설계를 개선했다. 1908년부터 1926년 사이에 223,000개 이상 생산되어 역대 가장 많이 팔린 미국 이중 총신 산탄총이 된 플루스 설계의 이타카 이중 총신 산탄총을 통해 이타카는 사실상 레밍턴을 이중 총기 시장에서 퇴출시켰다.
이타카는 또한 제2차 세계 대전 중 M1911 권총과 6.25 전쟁 중 M3 그리스 건을 미국군을 위해 생산했다. 이타카의 모델 37 12 게이지 산탄총은 로스앤젤레스 경찰국과 뉴욕 경찰국에서 사용되는 표준 총기였으며, 1980년대 초에는 공산주의 반군에 맞서 농민들을 무장시키기 위해 태국 왕립 육군에 판매되었다. 이타카의 사냥용 산탄총은 보통 물새나 사냥개 같은 섬세한 장식으로 유명했다. 1989년에 레밍턴은 이타카로부터 매그-10 산탄총의 설계를 사들여 SP-10으로 생산했다.

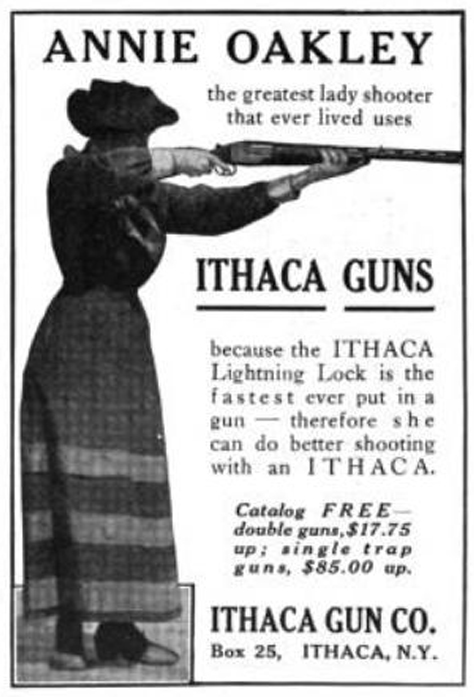
이타카 건 컴퍼니 - 애니 오클리의 총, 1916년

1877년경 라이먼 코닐리어스 스미스(Lyman Cornelius Smith)와 르로이 스미스(Leroy Smith) 형제는 윌리엄 헨리 베이커(William Henry Baker)와 사업을 시작했다. 그들은 이중 및 삼중 총신 산탄총을 제조하는 W.H. 베이커 컴퍼니(W.H. Baker Company)를 센터 리슬, 뉴욕에서 시러큐스로 옮겼다. 1883년에 베이커와 르로이 스미스는 회사를 떠나 이타카로 이주하여 여러 파트너와 함께 원래의 이타카 건 컴퍼니를 설립했다. 이 회사는 톰킨스군의 초기 산업에 큰 기여를 했으며, 특히 제1차 세계 대전과 제2차 세계 대전 동안 그러했다. 또한 고객으로는 존 필립 수자, 애니 오클리, 앨프리드 리 루미스 등이 있었다. 당시 수자는 미국 트랩 슈터 협회의 회장이었으며 이타카 건 컴퍼니는 그의 이름을 따서 수자 그레이드(Sousa Grade)라는 산탄총을 명명했다. 애니 오클리는 경기 및 전시 사격에서 이타카 플루스(Flues) 모델을 사용했다. 1917년, 앨프리드 루미스와 그의 매형은 17,000 에이커 (69 km2)의 힐턴 헤드 아일랜드를 사들여 개인 사냥 보호구역으로 지정하고 손님들이 사용할 이타카 산탄총을 구매했다. 드와이트 D. 아이젠하워와 조지 마셜 또한 이타카 이중 총신 산탄총을 소유했다.

### 르페버 총기
르페버 암즈 컴퍼니 (1883-1916)는 시러큐스에 위치한 총기 제조업체로, "엉클 댄 르페버"로 널리 알려진 미국의 총기 제작자 대니얼 마이런 르페버 (1835-1906)가 설립했다. 그는 1878년에 처음으로 소개된 해머리스 산탄총의 발명가로 가장 잘 알려져 있다. 이 회사는 1916년까지 총기 제조 사업을 했으며, 그 후 뉴욕주 이타카의 이타카 건 컴퍼니에 합병되어 1921년까지 르페버 총기 생산을 계속했다. 댄 르페버가 설계한 르페버 사이드록 모델의 생산은 중단되었지만, 이타카 건 컴퍼니는 1941년까지 박스록 액션 이중 및 단일 총신 총기에 르페버 이름을 계속 사용했다.

### 폴 크리크
원래 공장은 도시의 폴 크리크 지역에 위치해 있었고, 나중에 건 힐(Gun Hill)로 알려진 경사면에 있었으며, 근처의 폭포가 공장의 주요 에너지원이었다. 나중에 이 회사는 폴 크리크의 환경 오염, 특히 납 오염으로 비판을 받았고, 이는 슈퍼펀드 정화 노력으로 이어졌다. 수십 년 동안 방치된 공장을 철거하고 부지를 재개발하려는 다양한 계획은 정화 비용과 건설 제안에 대한 지역 사회의 반대로 인해 실패했다. 20년 동안 비어 있던 공장은 2006년 3월에 철거 명령이 내려져 해체되었으며, 굴뚝만 남아 있다. 이 부지에는 아파트 프로젝트가 제안되었다. 2002년부터 2004년까지 480만 달러의 비용으로 6,000톤의 납 오염 물질을 제거했음에도 불구하고, 2015년에는 슈퍼펀드 부지에서 추가 정화 작업이 필요했다.

### 조직 개편
이 회사는 1967년까지 스미스 가문의 통제하에 있었으며, 그 후 콜로라도주의 제리 볼드리지 & 어소시에이츠(Jerry Baldritch & Asso.)에 매각되었다. 이 회사는 나중에 10X 클로딩(10X Clothing), 아틀란틱 딩기(Atlantic Dinghy), 아메리칸 파이버글라스(American Fiberglass)를 인수한 후 제너럴 레크리에이션(General Recreation, Inc.)이 되었고, 1971년경 뉴욕 증권 거래소에 주식을 공개 상장했다. 제너럴 레크리에이션은 1970년대 후반 재정 문제에 직면하여 이타카 건을 제외한 모든 자회사를 매각했다. 콜로라도로 제조 시설을 이전하려던 시도가 실패한 후, 1978년 12월 챕터 11 파산 신청을 했고, 12월 20일 몇 달 동안 공장을 폐쇄했다. 제너럴 레크리에이션은 1985년 9월 두 번째로 파산 신청을 했다.
1987년, 새로운 소유주인 이타카 인수(Ithaca Acquisition, Inc.)는 제조 시설을 킹 페리, 뉴욕으로 옮겼다. 2005년에는 카유가군으로부터 15만 달러의 개발 대출을 받았고, 같은 해 5월에는 뉴욕주 오번의 더 큰 시설로 이전했다. 오번에서 운영 가능한 제조 시설을 구축하는 데 실패한 소유주들은 이타카의 모든 자산, 상표 및 제조 권한을 오하이오주 어퍼샌더스키의 마샬 가문에게 매각했다. 물리적인 물품은 플로이드 마샬의 30년 이상 된 공구 및 금형 공장으로 이전되었고, 모든 도면, 프로그램 및 가공은 CNC 공작 기계로 전환되었다. 시동 전환을 위한 주 또는 지방의 재정 지원을 확보하지 못하자 마샬 가문은 회사를 매각할 수밖에 없었다. 데이브 들루박은 2007년 6월에 회사를 인수했으며, 현재도 오하이오주 어퍼샌더스키에서 운영하고 있다.

## 더 읽어보기
- Snyder, Walter Claude. The Ithaca Gun Company: From the Beginning. Spencerport, N.Y.: Cook and Uline Pub, 1991. ISBN 0962946907